# Frankenstraße 52 (Stralsund)

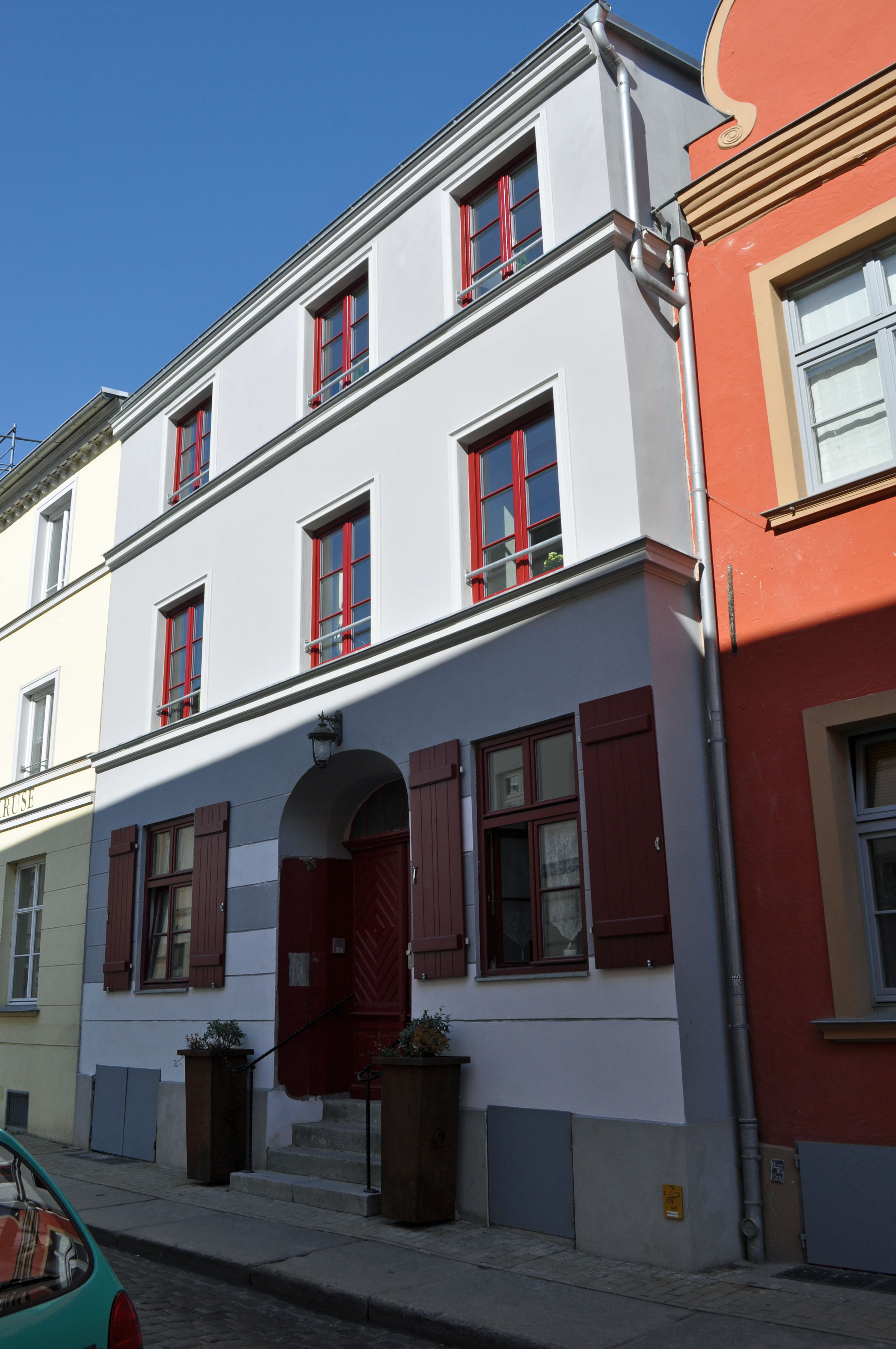
Das Haus Frankenstraße 52 Stralsund (2012)

Das Haus mit der postalischen Adresse Frankenstraße 52 ist ein unter Denkmalschutz stehendes Gebäude in der Frankenstraße in Stralsund.
Das heute dreigeschossige und dreiachsige Traufenhaus wurde in der zweiten Hälfte des 18. Jahrhunderts errichtet. Im Jahr 1903 wurde ein etwas niedrigeres Geschoss aufgesetzt. Der Putzbau weist ein mittig gelegenes, korbbogig ausgeführtes Portal auf.
Das Haus liegt im Kerngebiet des von der UNESCO als Weltkulturerbe anerkannten Stadtgebietes des Kulturgutes „Historische Altstädte Stralsund und Wismar“. In die Liste der Baudenkmale in Stralsund aus dem Jahr 1997 ist es mit der Nummer 247 eingetragen.